# Крущини
Крущини — колишнє село у Яворівському районі. Відселене у зв'язку з утворенням Яворівського військового полігону. Поруч знаходяться колишні села Ясенівка, Бідин, Клепарів, Біла Піскова, Мала Вишенька, гора Буракова Нива.